# Dunst
Dunst is een studioalbum van Wolfram Spyra. 
Dunst (nevelig) is qua muziek de opvolger van Staub. Spyra kondigt zelf in het boekwerkje aan, dat hij zich heeft laten inspireren door de muziek van Tangerine Dream en Klaus Schulze. De albums van de drie artiesten bevatten elektronische muziek uit de Berlijnse School. Spyra roemde zowel Tangerine Dream en Klaus Sschulze vanwege hun combinatie van geprogrammeerde muziek en improvisatie. Er werden in recensies van Dunst ook vergelijkingen met muziek van Kraftwerk (Metal on metal). Het album werd in het najaar van 2018 uitgegeven door het Nederlandse platenlabel Groove Unlimited van Ron Boots.

## Musici
- Wolfram Spyra – synthesizers, elektronica

## Muziek
| Nr. | Titel           | Duur  |
| --- | --------------- | ----- |
| 1.  | Trias           | 12:10 |
| 2.  | Dunst           | 10:32 |
| 3.  | Frozen fountain | 9:28  |
| 4.  | Altekunst       | 12:47 |
| 5.  | Staub part II   | 10:59 |
| 6.  | Tangible        | 15:36 |